# ルナパーク (大阪)

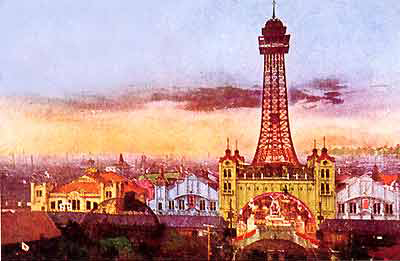
初代通天閣とその手前に写る新世界ルナパーク（1912年頃撮影）右手前のアーチが新世界からルナパークへのメインエントランス。背後には通天閣付近の建物が写っている。

新世界ルナパークは、閉鎖した浅草ルナパークを引き継いで日本で二番目にできたルナパークという名前を冠する遊園地である。これら日本のルナパークのコンセプトはニューヨークのコニーアイランドに1903年に開業したコニーアイランド・ルナパークを参考にしていた。1912年（明治45年）7月3日に開園し1923年（大正12年）まで営業された。大阪の新世界にあり、敷地面積は132,000平方メートルであった。初代通天閣から入り口までロープウェイが伸びているなどユニークな造りであった。

## 歴史
ルナパークは河浦謙一によって建設され所有されていた。1911年に自身が所有する浅草ルナパークと大阪の二つの映画館が火災によって閉鎖したことで、1912年に自身の映画会社である吉沢商店を梅屋庄吉に売却した。（この合併により日活が誕生する。）河浦はルナパークを株式会社にすることにし
1912年4月に浅草区浅草公園にルナパーク株式会社を設立した。（当初は取締役であったがのちに社長に就任している。）
東京にルナパークを再建するよりも、河浦は二番目のルナパークを開発中の大阪新世界に建設する決断をした。同時期に初代通天閣がルナパーク建設予定地のすぐ北に建てられていた。こうしてルナパークのホワイトタワー（白塔）と高さ86mの通天閣がロープウェイ（索道飛行船）によって結ばれ、観客がパークの入り口へ向かう際に空中の景色を楽しめるように設計された。これはイタリアのセレッティ・タンファーニ (Ceretti&Tanfani) 社が製造した日本初の旅客用ロープウェイであった。
新世界ルナパークのアトラクションには､絶叫マシーン（サークリングウェーブ：円形のフレームに乗るところが付いていて、これが回転しながら上下する乗り物など）や、メリーゴーランド、ローラースケートホール､演芸場､活動写真館､音楽堂（奏楽堂）､不思議館､展望塔（白塔）、大衆演舞場（清華殿）、動物舎、および瀑布渓流（綾糸瀧、真澄ノ池）、噴泉浴場､円形大浴場､サウナ風呂､温水プールなどが設置されていた。
新世界ルナパークは1923年のシーズンをもって閉鎖された。1943年1月には初代通天閣が火災により損傷し、そのまま閉鎖され、材料を軍事利用するために日本政府によって解体された。戦後になって二代目の通天閣が建設され、1956年に営業を開始した。

## アトラクション
- 一号館[19]
- 大正館[19]
- 高千代館[19]
- 浪花倶楽部[19]
- 恵比須館[19]
- 朝日劇場[19]
- 大山館[19]
- 玉手座[19]
- 小供館[19]
- 美人探険館[19]
- 厳島館[19]
- 観戦鉄道[19]
- 氷山館[19]
- 音楽堂[19]
- 水禽舎[19]
- スケーティングホール[19]
- 孔雀舎[19]
- モンキーホール[19]
- 一銭館[19]
- 風月堂[19]
- 杜鵑亭[19]
- 萩の戸[19]
- 白雨亭[19]
- エンジンルーム[19]
- ビリケン堂[19]
- 白露台[19]
- 清華殿[19]
- 不思議館[19]
- 埃及館[19]
- 精華園[19]
- 無料休憩所[19]
- サークリング[19]
- 噴泉浴場[19]

## 門と通り
- 正門[19]
- 通天通[19]
- 東通[19]
- 西通[19]
- 南通[19]
- 北通[19]
- 恵比須門[19]
- 恵比須通[19]
- 合邦門[19]
- 合邦通[19]